# Stojan Stankow
Stojan Stankow (bulgarisch Стоян Станков; * 16. September 1987 in Sofia) ist ein ehemaliger bulgarischer Naturbahnrodler.
Stankow nahm erstmals 1999 an Wettkämpfen im Naturbahnrodeln teil, bestritt aber nur wenige internationale Rennen. Lediglich in der Saison 2007/2008 startete er dreimal im Weltcup. Mit Platz 28 in Moos in Passeier, Rang 29 im zweiten Rennen von Umhausen und Rang 30 in Latsch erzielte er Platzierungen im Schlussfeld. Im Gesamtweltcup belegte er punktegleich mit dem Italiener Florian Clara den 37. Platz unter insgesamt 46 Rodlern, die in diesem Winter Weltcuppunkte gewannen.